# Physocleora pauper
Physocleora pauper là một loài bướm đêm trong họ Geometridae.